# Ishango-beentje

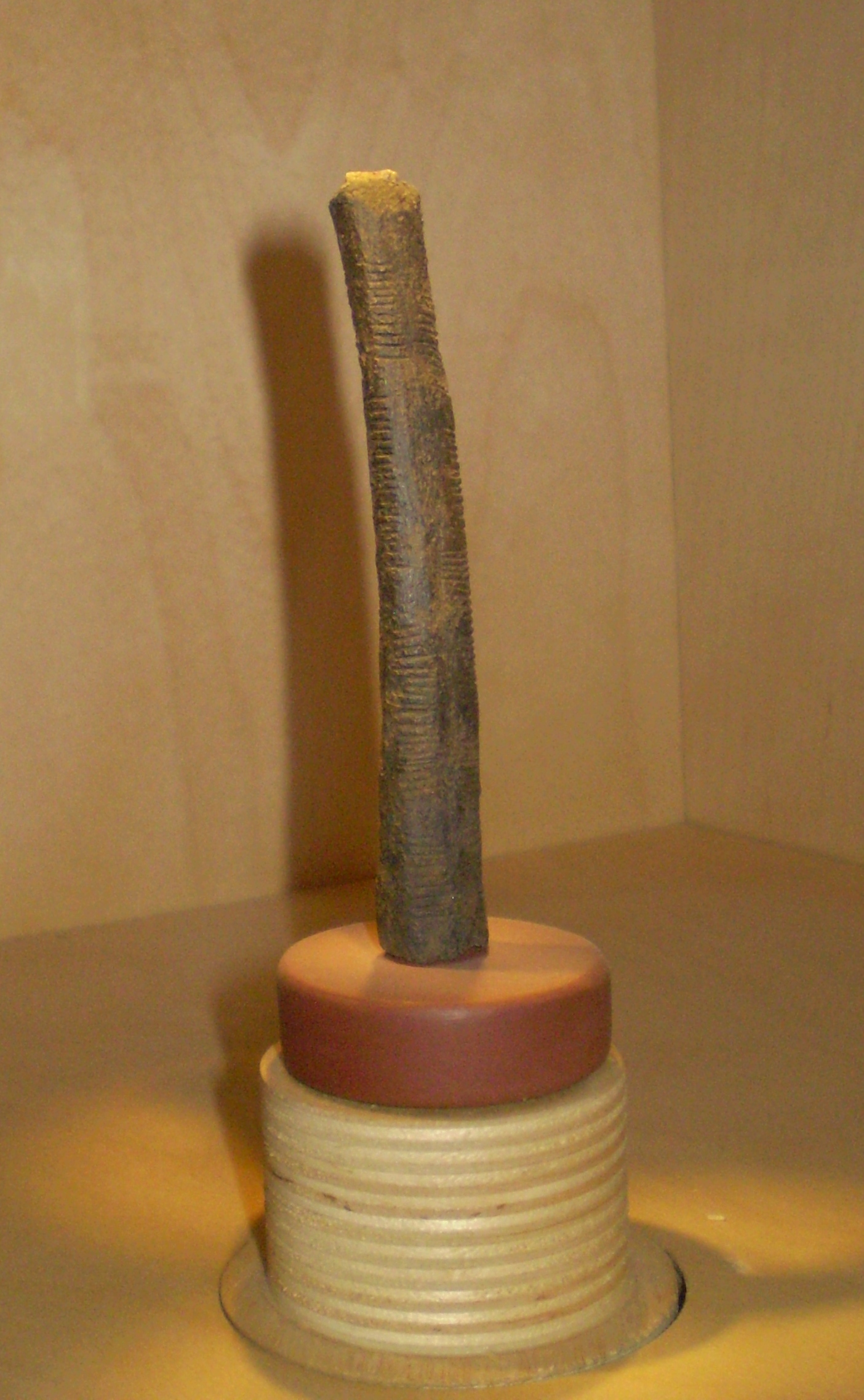
Het beentje in het KBIN (Brussel)

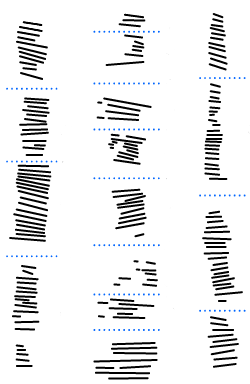
De streepjes op het beentje

Het Ishango-beentje is een archeologische vondst, die de oudste wiskundige vondst van de mensheid wordt genoemd. Het is een gekerfd beentje, een kuitbeen van een baviaan, gedateerd op ca. 22.000 jaar v.Chr.

## Herkomst
Het beentje is gevonden in 1960 nabij Ishango, een plaats in (indertijd) Belgisch-Congo, gelegen aan de noordoever van het Edwardmeer, op 15 kilometer van de evenaar. Ontdekker was Jean de Heinzelin de Braucourt, in dienst van het Koninklijk Belgisch Instituut voor Natuurwetenschappen.

## Betekenis
Lange tijd heeft men gespeculeerd over de betekenis van deze tekens op het beentje: een maankalender, een verzameling priemgetallen, een wiskundig spel of een telstaaf.
Op zijn sterfbed in 1998 heeft De Heinzelin echter onthuld dat er nog een tweede staafje bestond, dat vlak bij het eerste staafje gevonden werd. Onderzoek door een team van archeologen, wiskundigen en ingenieurs heeft nu aangetoond dat het om telstokjes gaat. Ze zijn waarschijnlijk opgesteld met bases 6 en 10, zoals gebruikelijk in verschillende Afrikaanse gebieden. Men kan gerust stellen dat deze twee botjes de oudste getuigenissen zijn van het menselijk vermogen om te rekenen of logisch na te denken.

## Kritiek
In zijn essay The fables of Ishango, or the irresistible temptation of mathematical fiction maakt Olivier Keller korte metten met de diverse interpretaties. Deze kritiek werd weerlegd door V. Pletser en D. Huylebrouck.

## Wiskundig
De kerven zijn aangebracht in 3 kolommen:

### Linkerkolom
- Oplopend, de priemgetallen tussen 10 en 20, zijnde 11, 13, 17, 19.
- De som van deze kolom is 60.

### Middenkolom
- De getallen 3, 6, 4, 8, 10, 5(?), 5 ,7.
- De som van deze kolom is 48.

### Rechterkolom
- Getallen die 1 eenheid van een tiental verschillen, nl. 11, 21, 19 en 9.
- De som van deze kolom is 60.